# Renault Kardian
La Renault Kardian è un'autovettura di tipo crossover SUV di fascia bassa presentato il 25 ottobre 2023 e commercializzato dalla casa automobilistica francese Renault dal gennaio 2024.
Il modello, ideato per i mercati emergenti del Sudamerica e del Nordafrica, è costruito su una nuova evoluzione dell'architettura CMF, chiamata RMP (Renault Modular Platform), che condivide alcune parti con la Dacia Sandero di terza generazione. Al debutto porti un nuovo motore a tre cilindri turbo flexfuel da 125 CV (92 kW), evoluzione del 1.0 TCe della Sandero. Per la prima volta, questo motore viene equipaggiato con un nuovo cambio automatico a doppia frizione.